# Кобелєв Андрій Миколайович
Андрій Миколайович Кобелєв (рос. Андрей Николаевич Кобелев, нар. 22 жовтня 1968, Москва) — радянський, а потім російський футболіст, що грав на позиції центрального півзахисника. По завершенні ігрової кар'єри — тренер. Майстер спорту СРСР міжнародного класу (1990).
Більшу частину кар'єри виступав за «Динамо» (Москва), яке згодом очолював і як тренер. Також провів одну гру за національну збірну Росії.

## Клубна кар'єра
Народився 22 жовтня 1968 року в місті Москва. Футболом почав займатися в 1976 році в СДЮШОР «Динамо» (Москва) (тренери — Ільїн і Назаров). У команду майстрів потрапив 1983 року, втім дебютував лише 16 червня 1985 року в грі з «Зенітом», ставши наймолодшим дебютантом команди в чемпіонатах країни — в 16 років.
У 1993—1994 роках, разом з партнером по «Динамо» Вели Касумовым грав в іспанському «Реал Бетісі». Однак через важку травму кар'єра в Іспанії не вийшла, і Кобелєв повернувся в Москву у «Динамо». Загалом же за «біло-синіх» протягом 1985—1998 років провів 327 ігор (253 у чемпіонатах СРСР і Росії, 28 в Кубку країни, 29 в європейських кубках і 17 в Кубку Федерації СРСР); забив 61 м'яч (46 в чемпіонаті, 6 у Кубку СРСР, 6 в єврокубках, 3 в Кубку Федерації). Крім цього у 1991—1992 та 1996—1998 роках був капитаном «Динамо».
У 1999—2001 роках виступав за «Зеніт» (Санкт-Петербург), де провів 69 матчів, забивши 9 голів, втім завершив професійну ігрову кар'єру у рідному «Динамо» (Москва), зігравши 10 матчів у чемпіонаті 2002 року.

## Виступи за збірні
Грав за юнацькі збірні (1983—1986, 40 матчів, 15 голів), був капітаном юнацької збірної СРСР. Чемпіон Європи серед 16-річних (1985). Переможець меморіалу Гранаткіна (1986). Був визнаний нікращим гравцем змагань «Кубок юності» (1983).
Протягом 1988—1990 років залучався до складу молодіжної збірної СРСР, у складі якої став переможцем молодіжного чемпіонату Європи 1990 року.
16 серпня 1992 року Кобелєв зіграв у першому офіційному матчі збірної Росії після розпаду СРСР — на стадіоні «Локомотив» у Москві Росія зустрічалася зі збірною Мексики. Кобелєв вийшов на другий тайм за рахунку 0:0, замінивши Ігоря Ледяхова. На 60-й хвилині за порушення проти Кобелєва був призначений пенальті. На 72-й хвилині був вилучений Карлос Ермосільйо, що грубо збив Кобелєва, втім і сам Андрій був змушений залишити поле на 76-й хвилині через травму — його замінив Андрій Іванов. Ці півгодини залишилися для Кобелєва єдиними у футболці збірної Росії і до матчів національної команди він більше не залучався.

## Кар'єра тренера
Закінчив Вищу школу тренерів. В 2005 році отримав тренерську категорію А (ліцензія ФІФА), а в 2006 — категорію PRO (ліцензія ФІФА).
Як тренер розпочав роботу в московському «Динамо» в 2004 році. З жовтня 2004 року обіймав посаду тренера основного складу команди. З 16 травня по 19 липня, після звільнення Олега Романцева, і з 8 по 20 листопада 2005 року, після звільнення Іво Вортманна, був виконувачем обов'язків головного тренера. 5 серпня 2006 року, після звільнення Юрія Сьоміна, втретє обійняв цю посаду, втім на цей раз 30 серпня 2006 року Кобелєв був призначений головним тренером «Динамо» на постійній основі. У 2008 році під керівництвом Кобелєва «Динамо» стало бронзовим призером чемпіонату Росії.
27 квітня 2010 року Кобелєв був звільнений з посади тренера «Динамо».
З 30 червня 2011 року по 15 листопада 2012 року був головним тренером «Крил Рад».
2 липня 2015 року призначений на посаду спортивного директора московського «Динамо», а вже 13 липня знову став головним тренером команди, а посада спортивного директора в клубі була скасована. Втім через погані результати 10 травня 2016 року був звільнений з поста головного тренера за три тури до закінчення чемпіонату, а команда вилетіла в другий за рівнем дивізіоні.

## Статистика як головного тренера
Станом на 8 травня 2016 року.
| Клуб         | Країна | Початок роботи   | Закінчення роботи | Результати | Результати | Результати | Результати | Результати | Результати | Результати | Результати |
| Клуб         | Країна | Початок роботи   | Закінчення роботи | І          | В          | Н          | П          | ГЗ         | ГП         | РГ         | В %        |
| ------------ | ------ | ---------------- | ----------------- | ---------- | ---------- | ---------- | ---------- | ---------- | ---------- | ---------- | ---------- |
| «Динамо» (М) | Росія  | 18 травня 2005   | 18 липня 2005     | 9          | 4          | 2          | 3          | 10         | 9          | +1         | 44,44      |
| «Динамо» (М) | Росія  | 8 листопада 2005 | 20 листопада 2005 | 1          | 1          | 0          | 0          | 1          | 0          | +1         | 100,00     |
| «Динамо» (М) | Росія  | 5 серпня 2006    | 27 квітня 2010    | 128        | 55         | 30         | 43         | 166        | 159        | +7         | 42,97      |
| «Крила Рад»  | Росія  | 30 червня 2011   | 15 листопада 2012 | 46         | 14         | 14         | 18         | 45         | 59         | -14        | 30,43      |
| «Динамо» (М) | Росія  | 13 липня 2015    | 10 травня 2016    | 29         | 6          | 10         | 13         | 27         | 43         | -16        | 20,68      |
| Всього       | Всього | Всього           | Всього            | 213        | 80         | 56         | 77         | 249        | 270        | -21        | 37,56      |

## Титули і досягнення

### Як гравця
- Срібний призер чемпіонату СРСР: 1986
- Бронзовий призер чемпіонату СРСР: 1990
- Бронзовий призер чемпіонату Росії: 1992, 1997, 2001
- Володар Кубка Росії: 1995, 1999
- Фіналіст Кубка Росії: 1997
- Фіналіст Кубка Інтертото: 2000
- Чемпіон Європи (U-21): 1990
- Чемпіон Європи (U-16): 1985
- У списках 33 найкращих футболістів сезону в СРСР (2): № 2 — 1991; № 3 — 1990
- У списках 33 найкращих футболістів чемпіонату Росії (3): № 2 — 1992, № 3 — 1996, 1997

### Як тренера
- Бронзовий призер чемпіонату Росії: 2008